# Thomas-Mann-Straße (Weimar)

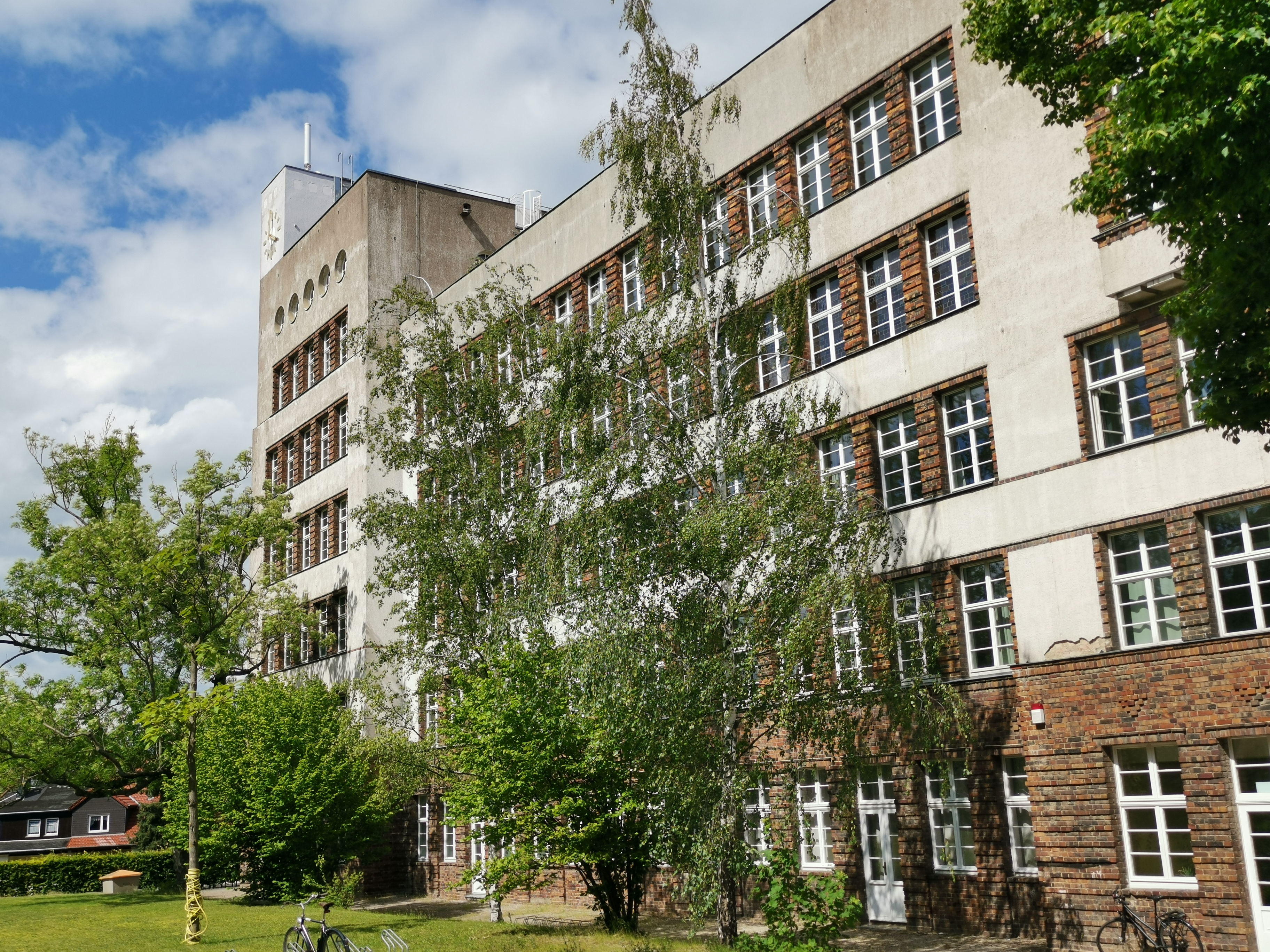
Friedrich-Schiller-Schule

Die Thomas-Mann-Straße ist eine Innerortsstraße in der Westvorstadt von Weimar in Thüringen.  Die kurze Anliegerstraße unweit der Schwanseestraße liegt zwischen der Washingtonstraße und der Brucknerstraße. Benannt wurde sie nach dem Schriftsteller und Literaturnobelpreisträger Thomas Mann. Ehemals hieß sie Kühnstraße. Benannt wurde sie nach dem Postvertreter Gustav Kühn (1816–1905), der ein Wohltäter der Stadt Weimar war. Seine Stiftung wurde 1905 vom Großherzoglich Sächsischen Staatsministerium des Innern genehmigt.
Die Friedrich-Schiller-Schule in der Thomas-Mann-Straße 2 steht auf der Liste der Kulturdenkmale in Weimar (Einzeldenkmale). Dieses Gebäude zeigt klar den Einfluss der Bauhaus-Architektur. Das 1927 bis 1937 über mehrere Bauphasen errichtete Gebäude wurde von August Lehrmann entworfen, zumindest gilt es für den 1927/28 realisierten Bauabschnitt. Die gesamte Thomas-Mann-Straße steht zudem auf der Liste der Kulturdenkmale in Weimar (Sachgesamtheiten und Ensembles).